# Conquête musulmane de la Transoxiane
Conquêtes musulmanes
Batailles
La conquête musulmane de la Transoxiane est l'extension aux VIIe et VIIIe siècles du califat omeyyade puis abbasside sur la Transoxiane, un territoire situé entre les fleuves Amou-Daria et Syr-Daria, en Asie centrale. Cette zone recouvre certaines parties des actuels États d'Ouzbékistan, Tadjikistan, Kazakhstan et Kirghizistan.

## Situation avant la conquête
Les Arabes atteignent l’Asie centrale dans la décennie qui suit leur victoire décisive contre les Sassanides à la bataille de Nahavand en 642. Achevant leur conquête de la Perse, ils s’emparent alors des régions du Sistân et du Khorassan. Merv, la capitale du Khorassan, tombe en 651 entre les mains d'Abdallah ibn Amir, repoussant les frontières du califat jusqu'au fleuve Oxus (aujourd'hui l’Amou-Daria),. Les terres situées au-delà, la Transoxiane (c’est-à-dire « au-delà de l’Oxus »), sont appelées par les Arabes « le pays au-delà de la rivière » (arabe : ما وراء النهر (mā warāʾ an-nahr)).
Contrairement aux régions que les Arabes ont traversés auparavant, la Transoxiane présente une topographie variée, allant des montagnes reculées de l’Hindou Kouch aux déserts et leurs villes-oasis, en passant par des vallées fluviales fertiles. De plus, différents peuples, sédentaires ou nomades, y habitent, et en lieu et place de l’administration impériale des Perses, les Arabes se retrouvent face à une région divisée en plusieurs petites principautés indépendantes.
Géographiquement, politiquement et socialement, la Transoxiane est divisé en quatre régions :
- Le Tokharistan, sur l’Oxus supérieur, entouré par les monts Hissar au nord et l’Hindou Kouch à l’est et au sud.
- La Sogdiane, à l’est de l’Oxus intermédiaire et près de la rivière Zarafshan
- Le Khwarezm, sur l’Oxus inférieur jusqu’à son embouchure à la mer d'Aral
- Les terres situées au nord des monts Hissar et le long du fleuve Jaxartes, y compris la vallée de Ferghana[5].

Comme aujourd’hui, la population appartient à deux grands groupes linguistiques : les locuteurs de langues iraniennes, qui, au VIIe siècle, ont tendance à être urbanisés et les peuples turcs, qui sont à l’époque pour la plupart encore nomades. Ce bilinguisme est le reflet de l’histoire de la Transoxiane, rythmée jusque-là par les invasions des peuples nomades d’Asie centrale. Au IIe siècle av. J.-C., les Yuezhi détruisent le royaume gréco-bactrien et fondent l’Empire kouchan, qui permet au bouddhisme de s'implanter dans la région. Aux Kouchans succèdent les Shvetahûna au début du Ve siècle, dont la domination dure jusqu'à l’avènement du Khaganat turc au milieu du VIe siècle. Après la division du Khaganat en deux entités, le Khaganat turc occidental maintient sa suzeraineté sur les différentes principautés de la Transoxiane, et lance parfois même des raids jusqu’à Balkh.

### Tokharistan
Lors de sa visite du Tokharistan, autre nom de la Bactriane, en 630, le moine bouddhiste chinois Xuanzang y trouve pas moins de 27 principautés différentes, sous l’autorité générale d’un prince turc (Shad) vivant à Kondôz. A cette époque, il s'agit du fils aîné du Yabgu du Khaganat turc occidental. Après l’effondrement du Khaganat durant les années 650, ce prince/vice-roi gagne son indépendance et revendique pour lui-même de titre de Yabghu. Il maintient une forme de suzeraineté sur les autres principautés du Tokharistan, mais ce pouvoir n'est que symbolique. De fait, les princes, dont beaucoup sont des chefs turcs et des gouverneurs locaux ayant pris le pouvoir à la suite de l’effondrement du khaganat, sont totalement indépendants.
Au nord de l’Oxus, dans la partie supérieure du Tokharistan, les principautés les plus importantes sont, d’est en ouest, celles de Badakhshan, Khuttal, Kubadhiyan et Chaghaniyan. Au sud de l’Oxus, dans la partie inférieure du Tokharistan, c'est Balkh, l’ancienne capitale de la région, qui reste la cité la plus importante du Tokharistan et son principal centre religieux. On y trouve l’important stūpa bouddhiste de Nawbahar, qui attire les pèlerins venus de loin. Les autres principautés importantes de cette région sont celles de Guzgan, Bâdghîs, Hérat et Bâmiyân. Au-delà, dans l’Hindou Kouch, on trouve Kaboul,.

### Sogdiane
La Sogdiane se trouve au nord et à l'ouest des monts Hissar, le long de la rivière Zeravchan. C'est une région au passé riche, avec une culture, une langue et une écriture qui lui sont propres, toutes bien documentées grâce aux découvertes archéologiques et aux sources littéraires. La Sogdiane est elle aussi divisée en plusieurs petites principautés, mais les deux grandes villes de Boukhara et Samarcande dominent l'ensemble. Les Sogdiens sont des négociants particulièrement actifs sur la route de la soie,. Les sources chinoises semblent suggérer que la plupart des princes sogdiens appartiennent a diverses branches d'une même famille, dont le chef, le souverain de Samarcande, est lié par mariage aux khagans turcs. La plupart de ces souverains utilisent des titres persans (khudah, chah), mais certains utilisent également des titres turcs. Le souverain de Samarcande utilise le titre d’ikhshid, tout comme les rois de Ferghana, afin de marquer sa prééminence. Ce titre se transmet de père en fils, mais celui qui le porte n'a pas un pouvoir absolu. L’ikhshid doit composer avec l’aristocratie terrienne, les dehqan, et de riches marchands qui jouissent, selon l'historien H. A. R. Gibb, « non seulement d'une grande indépendance, mais aussi, à l’occasion, du pouvoir de destituer le prince régnant et d’élire son successeur. ».

### Vallée de Ferghana et Khwarezm
Au nord et à l’est de la Sogdiane s’étend un territoire connu sous le nom de « Steppe de la Faim ». Il s'agit d'une large étendue d’environ 160 km, qui s’arrête au niveau des plaines fertiles situées autour du fleuve Jaxartes (aujourd'hui le Syr-Daria). Le Jaxartes est plus petit que l’Oxus et peut être facilement franchi à gué. Cette région abrite au nord-ouest la principauté de Shash (aujourd'hui Tachkent) et à l'est la vallée de Ferghana, qui borde les monts Tian Shan. Derrière ces monts, se trouve Kachgar, l’avant-poste le plus oriental de l’Empire chinois. Enfin, à l’ouest de la Sogdiane, isolé au milieu du désert, se trouve le Khwarezm, habité par un peuple iranien sédentaire et urbanisé.
L’histoire de cette région entre la fin du IIIe siècle et le début de la conquête musulmane est souvent floue, à cause de l’absence de sources littéraires et archéologiques. En conséquence, les historiens modernes ne s'accordent pas sur une potentielle domination de l'Empire kouchan, notamment à cause de l’absence de toute trace du bouddhisme dans la région et de la présence continue du zoroastrisme. Selon l'historien persan Tabari, la région est conquise par les Perses sous le règne d'Ardachir Ier (r. 224-242), le fondateur de la dynastie Sassanide, et bien que les listes ultérieures des provinces sassanides n’incluent pas le Khwarezm, la région reste certainement sous une certaine forme de dépendance à l’égard de la Perse sassanide. Au début du IVe siècle, le Khwarezm est gouverné par la dynastie locale des Afrighides, connue à travers des pièces de monnaie et les écrits d'al-Biruni, un savant d'origine khwarezmienne du XIe siècle. On ignore cependant si le Khwarezm passe sous domination turque aux VIe – VIIe siècles,.
Comme le note l'historien britannique Hugh N. Kennedy, la Transoxiane « était une terre riche, pleine d'opportunités et de richesses mais défendue par des hommes belliqueux tenant énormément à leur indépendance. » Et effectivement, l'assujettissement de cette région va se révéler être le plus long et plus dur combat mené depuis le début des conquêtes musulmanes : il faudra attendre que la bataille de Talas en 751 garantisse aux musulmans leur domination sur la région.

## Premières incursions musulmanes
Bien que les sources arabes suggèrent une conquête de la région dès les années 650, la plupart des opérations ne sont guère plus que des raids visant à faire du butin et obtenir un tribut. En effet, la présence arabe dans la région se limite à une petite garnison à Marw al-Rudh (en), les raids étant menés chaque année par des armées envoyées par les gouverneurs d’Irak pour piller les principautés locales.
La première expédition, commandée par Ahnaf ibn Qays en 652, est repoussée par une coalition de troupes venant de tout le Tokharistan inférieur et retourne à Marw. Une deuxième expédition, commandée par al-Aqra ibn Habis, a cette fois plus de succès : elle réussit à vaincre le prince de Guzjan et occupe les villes de Guzjan, Faryab, Talaqan et Balkh. Des détachements arabes pillèrent ensuite la région, certains allant jusqu'au Khwarezm. En 654, la ville de Mayamurgh en Sogdiane est pillée, mais peu après la population locale, dirigée par Qarin, peut-être un membre de la maison de Karen, se révolte. Les Arabes se retirent totalement du Khorassan et, selon des sources chinoises, les princes du Tokharistan redonnent, pour un temps, à Péroz III, le fils de Yazdgard III, le titre de roi de Perse. Occupés par la première fitna (656-661), les Arabes ne sont pas en mesure de réagir face à cette révolte, même s'ils continuent les expéditions de pillage entre 655 et 658.
Après la fin de la guerre civile, Abdallah ibn Amir se voit confier la tâche de restaurer le contrôle musulman sur Khorassan. Le déroulement exact des événements des années suivantes n'est pas clair, car les sources historiques le confondent avec l'Ibn Amir présent lors de la première conquête de cette zone. Toujours est-il que les informations que nous avons, qui sont pour la plupart des récits des tribus locales, suggèrent une résistance farouche et des rébellions occasionnelles, entraînant comme réaction la destruction du stupa Nawbahar par Qays ibn al-Hatham, un adjoint d'ibn Amir. Il faut attendre la nomination de Ziyad ibn Abi Sufyan comme gouverneur de l’Irak et de l’est du califat pour que les Arabes entreprennent une campagne de pacification systématique du Khorassan. De 667 jusqu'à sa mort en 670, Al-Hakam ibn Amr al-Ghifari, l'adjoint de Ziyad au Khorassan, mène une série de campagnes au Tokharistan, amenant les armées arabes à traverser l’Oxus pour rejoindre le Chaghaniyan. Péroz III est évincer et fuit une nouvelle fois vers la Chine. La mort d'Al-Hakam est suivie d'un autre soulèvement à grande échelle, mais son successeur, Rabi ibn Ziyad al-Harithi, reprend Balkh et défait les rebelles à Kouhistan, avant de traverser l’Oxus pour envahir le Chaghaniyan. D'autres troupes arabes prennent le contrôle des points de passage de Zamm et Amul, situés plus à l’Ouest, alors que les sources arabes indiquent une conquête simultanée du Khwarezm. Plus important encore pour l’avenir de la présence musulmane dans la région, en 671 Ziyad ibn Abi Sufyan installe 50 000 guerriers, venant principalement de Bassorah et, dans une moindre mesure, de Koufa, à Marw avec leur famille. Ce geste renforce non seulement la présence musulmane au Khorassan, mais il fournit également la puissance militaire nécessaire à la future expansion en Transoxiane,.
À la mort de Ziyad, son fils, Ubayd Allah, poursuit sa politique. Ubayd, nommé gouverneur du Khorassan, arrive à Marw à l'automne 673. Au printemps suivant, il traverse l’Oxus et envahit la principauté de Boukhara, qui est alors dirigée par une reine-mère, connue simplement sous le nom de Khatun (un titre turc signifiant « dame »), assurant la régence au nom de son fils encore enfant. Les Arabes remportent un premier succès près de la ville de Baykand avant de marcher sur Boukhara. La tradition historique locale rapporte que les Arabes assiègent alors Boukhara et que les Turcs sont appelés à l'aide. Les sources arabes, quant à elles, n'apportent pas ces précisions et ne rapportent qu'une grande victoire sur les habitants de Boukhara. Conformément à une pratique apparemment courante à l’époque, Ubayd Allah recrute 2 000 prisonniers, tous des « archers confirmés », pour former sa garde personnelle. Le sort de Boukhara reste incertain, mais selon H. A. R. Gibb cet arrangement suggère que la cité reconnait une certaine forme de suzeraineté arabe et devient un État tributaire.
Les succès de Ubayd Allah ne sont pas poursuivis par ses successeurs, Aslam ibn Zur'a et Abd al-Rahman ibn Ziyad; qui se contentent de lancer des raids vers l'autre rive de l'Oxus en été. Ce n'est que lorsque Sa'id ibn Uthman devient brièvement gouverneur en 676, que les Arabes lancent une grande expédition en Sogdiane. Selon les historiens Al-Balâdhurî et Narshakhi, Sa'id défait une coalition locale qui comprend les villes de Kish, Nasaf, Boukhara et des Turcs, contraint la Khatun à réaffirmer l’allégeance de Boukhara au califat et marche ensuite sur Samarcande, qu’il assiège et prend. Il prend ensuite 50 jeunes nobles comme otages, qui finissent par être exécutés à Médine. Pendant son voyage de retour, Sa'id capture la ville de Tirmidh, qui est située sur l’Oxus et reçoit la capitulation du prince de Khuttal.
Les premières attaques arabes au-delà de l’Oxus ne vont pas plus loin que Shash et Khwarezm et sont interrompues par la guerre inter-tribale qui éclate au Khorasan pendant la deuxième guerre civile islamique (683-692). Les gouverneurs suivants, notamment Uthman ibn Sa'id et Al-Muhallab ibn Abi Suffrah, tentent de conquérir des territoires situés sur l'autre rive de la rivière, mais ils échouent. Les princes locaux, pour leur part, essayent d’exploiter les rivalités des Arabes et avec l’aide du renégat arabe Musa ibn Abdallah ibn Khazim, qui, en 689, prend la forteresse de Tirmidh pour son propre compte, ils réussissent à chasser les Arabes de leurs terres. Néanmoins, les princes Transoxianiens restent divisés par leurs propres querelles et n’arrivent pas à s’unir face à la conquête arabe, ce qui va être convenablement exploitée par Qutayba après 705.

## Les guerres entre les Omeyyades et les Göktürks
La plus grande partie de la Transoxiane est finalement conquise par le chef omeyyade Qutayba ben Muslim, pendant le règne d’Al-Walīd 1er (r. 705-715). Tour à tour, Kachgar, Samarcande, Boukhara, Ferghana, Kokand, Chach et Paikent tombent entre les mains de Qutayba ibn Muslim. La loyauté des populations locales de la Transoxiane, d'origines iraniennes et turques, et celle de leurs souverains reste sujette à caution, comme le prouve la pétition que les souverains transoxianiens envoient en 719 aux Chinois et à leurs vassaux Göktürks, pour leur demander une aide militaire contre les gouverneurs du califat.
Cette pétition n'est pas la première implication diplomatique de la Chine dans le conflit, car les chroniques arabes rapportent que, parallèlement à ses campagnes, Qutayba envoie une mission diplomatique vers la Chine. D'après les sources chinoises, cette délégation diplomatique arabe est envoyée en 713. En outre, les omeyyades ont déjà lancé des attaques contre le protectorat d'Anxi, le protectorat militaire qui permet aux Chinois de contrôler l'Aise centrale. Ces attaques se sont conclues par un échec pour le califat, marqué par une défaite musulmane en 717 lors de la bataille d'Aksou. Lors de cette bataille, qui a eu lieu quelque part dans la région du Xinjiang, a proximité de l'actuelle frontière entre la Chine et le Kirghizistan, les arabes et leurs alliés Tibétains et Türgesh, sont vaincus par les Tang et leurs alliés Karlouks et Kökturks. Pire, après la bataille, les Türgesh se reconnaissent vassaux des Tangs et attaquent les troupes du Califat dans la vallée de Ferghana. Finalement, les omeyyade sont quasiment expulsés de la vallée par les Türgesh et ne gardent le contrôle que de quelques forts.
Toujours est-il qu'à la suite de la pétition des souverains transoxianiens, les Göktürks répondent à cette demande en lançant une série d’attaques contre les musulmans en Transoxiane, dès 720. En plus de ces incursions, les Arabes doivent faire face à des soulèvements contre le califat qui éclatent en Sogdiane et ils sont presque vaincus par une alliance de Köktürks et de Sogdiens. En effet, en 721, les troupes des Köktürks, dirigées par Kül Chor, réussissent à vaincre l’armée du califat, commandée par Sa'id ibn Abdu'l-Aziz, près de Samarcande.
Après cette défaite, le nouveau gouverneur omeyyade du Khorassan, Amr ibn Sa'id al-Harashi, réagit en réprimant durement les troubles. Il massacre les Turcs et les Sogdiens réfugiés à Khodjent, provoquant un afflux de réfugiés vers les territoires des Köktürks. Finalement, il réussit à reconquérir la quasi-totalité des territoires qui avaient été conquis par Qutayba, à l’exception de la vallée de Ferghana, dont il perd le contrôle. Si l'intervention des Köktürks commence par redonner de l’espoir à Divashtich, le chef des rebelles sogdiens, après la prise de Pendjikent par les Arabes, il est obligé de se replier dans sa forteresse, située dans les monts Mugh. Les archives en langue sogdienne qui ont été trouvées dans la forteresse de Divashtich révèlent à quel point sa situation est précaire, ainsi que les événements menant à sa capture. Après sa capture, al-Harashi, ordonne sa crucifixion sur un na'us, c'est-à-dire un tumulus. Malgré la victoire finale d'al-Harashi, la révolte de Divashtich offre un bon exemple du sentiment anti-islam qui se développe dans la région juste après la conquête et des difficultés que rencontrent les Arabes pour tenir la Transoxiane.
En 724 le calife Hisham nomme un nouveau gouverneur à Khorasan, Muslim ibn Sa'id, avec comme instruction d'écraser une bonne fois pour toutes les Turcs, qui sont en train d'assiéger Samarcande, qui vient juste d'être reprise par les Arabes. Alors qu'il se rend sur place avec ses soldats, le nouveau gouverneur est attaqué par Suluk, le Khagan des Köktürks. Lorsqu'il finit par arriver à Samarcande, Sa'id n'a plus avec lui qu'une poignée de fidèles ayant survécu à ce que les Arabes appellent le « jour de la Soif ». Le calife envoie alors une autre armée dirigée par Qutayba ibn Muslim, qui réussit à vaincre les Turcs et lever le siège de Samarcande. Après cette victoire, Qutayba ordonne la destruction des "idoles" présentes dans la ville ainsi que la construction d'une mosquée. Sa victoire lui permet également de capturer 30.000 esclaves et de récupérer un butin d'une valeur de 2 200 000 de dirhams. Par la suite, les troupes de Qutayba réussissent à vaincre une alliance composée des troupes de plusieurs royaumes de la vallée de Ferghana, qu'ils affrontent près de Samarcande et dans le royaume de Khwarezm. Qutayba ibn Muslim ne s’arrête pas là et poursuit ses conquêtes en soumettant Boukhara sans trop de difficultés.
Plusieurs lieutenants d'Hisham sont vaincus par Soulouk, qui prend Boukhara en 728, puis inflige une série de défaites tactiques aux Arabes, comme lors de la bataille de la Passe. Le royaume des Köktürks qui est alors à son apogée, contrôle la Sogdiane et la vallée de Ferghana. En 732, deux grandes expéditions arabes attaquent Samarcande et réussissent, au prix de lourdes pertes, à rétablir le pouvoir califal dans la région. Reconnaissant sa défaite, Soulouk renonce à ses ambitions sur Samarcande et abandonne Boukhara pour se replier vers le Nord.
En 734, al-Harith ibn Saridj, un vassal des Omeyyades, se révolte contre la domination arabe et prend les villes de Balkh et Merv avant de rejoindre les Turcs trois ans plus tard, vaincu par les troupes du califat. Durant l'hiver 737, Soulouk, ainsi que ses alliés al-Harith et Gurak (un leader Turco-Sogdiens), prennent la tête d'une armée composée de soldats venant de Usrushana, Tachkent et Khuttal, pour lancer une dernière offensive. Il entre dans Jowzjan mais il est vaincu par le gouverneur omeyyade Asad à la bataille de Kharistan. L’année suivante, Soulouk est assassiné par son général, qui bénéficie de l’aide des Chinois. En 739 le général en question est tué à son tour par les Chinois, qui reprennent ainsi pied en Transoxiane. Finalement, ce n'est qu'après la mort de Soulouk que la Sogdiane est véritablement pacifiée et malgré cette pacification, l'islam n'arrive pas à véritablement s'implanter dans la région avant la période du califat abbasside.
Une grande partie de la culture et du patrimoine Sogdien est perdu à cause de la guerre. Et même si les toponymes utilisés par les Arabes contiennent des éléments provenant du sogdien, cette langue perd son rôle de langue véhiculaire dans la région, au profit du perse après l’arrivée de l’Islam.

## Les dernières batailles
Les Sogdiens convertis à l'Islam et qui travaillent pour les Abbasides sont pour la plupart envoyés à Merv, Nichapur et Bagdad. Après la chute des Omeyyades, le califat des Abbassides renvoie ces alliés en Sogdiane, où ils deviennent des officiers du calife.
La dernière grande victoire des Arabes en Asie centrale a eu lieu à la bataille de Talas (751). Lors de cette bataille, l'Empire du Tibet s'est allié aux Arabes contre la dynastie Tang,. Comme les Arabes ne profitent pas de leur victoire pour pousser plus en avant et tenter d'annexer le Xinjiang, la bataille n'a pas une réelle importance stratégique pour les Chinois. C'est en réalité le chaos provoqué par la révolte d'An Lushan qui va forcer les Tang à se replier d’Asie centrale,. En dépit de la conversion de certains Turcs après la bataille de Talas, la majorité des peuples turcs d'Asie centrale ne se convertissent pas à l'Islam avant le milieu du Xe siècle, lors de l'établissement du Khanat des Qarakhanides,,,,.
Les Turcs doivent attendre deux siècles avant de pouvoir reconquérir la Transoxiane, lorsque les Qarakhanides arrivent à reconquérir la ville de Boukhara en 999. Selon Denis Sinor, ce sont les ingérences dans les affaires intérieures du Khaganat turc occidental qui ont mis fin à la suprématie chinoise en Asie centrale; car c'est la chute du khaganat qui débarrasse les musulmans de leur plus grand adversaire et d'un puissant allié des Chinois.
Ce serait donc la perte de leur allié et la plus grande guerre civile de cette époque qui aurait vraiment mis fin à la présence chinoise en Asie centrale et non pas la bataille de Talas.

## Islamisation
Le processus d’islamisation des populations locales est lent pendant la période du califat omeyyades, mais il devient plus rapide sous le califat abbasside. En fait, les Omeyyades traitent les peuples non arabes comme des citoyens de seconde zone et n’encouragent pas les conversions, ce qui fait que seulement quelques Sogdiens non nobles se convertissent à l’Islam pendant leur règne. À l'inverse, les Abbassides traitent sur un pied d'égalité arabes et non arabes, du moment qu'ils sont musulmans. C'est après ce changement que l'Islam commence à se répandre dans toute l’Asie centrale.
Cependant, la conquête arabe ne marque pas la fin du bouddhisme ou de l'influence chinoise dans la région. Le khanat des Kara-Khitans, un royaume bouddhiste, réussit à conquérir une grande partie de l’Asie centrale au XIIe siècle, aux dépens de la dynastie musulmane des Qarakhanides. Les Kara-Khitans réintroduisent aussi le système chinois du gouvernement impérial, car la Chine est toujours respectée et estimée dans la région, même par la population musulmane, et les Khitans utilisent toujours le chinois comme langue officielle principale. De leur côté, les musulmans appellent les souverains Kara-Khitans "les Chinois".

## Les Turcs vus par les Arabes
Les écrits des chroniqueurs arabes médiévaux indiquent que les Turcs de leur époque leur semblent étranges et qu'ils sont extrêmement différents physiquement. Les Arabes qualifient les Turcs de « gens avec un visage plat et de petits yeux »,. Les mêmes chroniqueurs trouvent que les Tibétains et les Turcs se ressemblent beaucoup et ils sont souvent incapables de faire la différences entre ces deux peuples.

## La Chine vue par les musulmans
Le nom donné a la Chine par les Turcs vient de Toba, le nom des souverains de la dynastie Wei du Nord, et est prononcée par eux Tamghāj', Tabghāj', Tafghāj ou Tawjāch. Les royaumes indiens lui donnent le nom de "Maha Chin", soit "Grande Chine", qui a donné naissance à deux noms différents pour désigner la Chine en persan: "chīn" et "māchīn"(چين, ماچين). Ces deux termes passent du persan à l'arabe et donnent ṣīn et māṣīn (صين ماصين). Dans premier temps, ṣīn sert à désigner la Chine du sud et māṣīn celle du nord; mais avec le temps les définitions s'inversent et c'est māṣīn qui finit par désigner le sud, pendant que ṣīn désigne le nord. Ce changement de définition oblige à être très prudent lorsqu'on lit les textes arabes de l'époque qui parlent de la Chine, afin de comprendre quelle partie de la Chine est désignée par tel ou tel mot. Les Tang contrôlaient Kashgar depuis les "Quatre Garnisons" du protectorat d'Anxi, ce qui correspond actuellement au Xian de Guazhou. Du coup, des écrivains comme Kashghārī ont considéré que Kashgar fait partie intégrante de la Chine (ṣīn). En conséquence, des peuples comme les Ouïghours et les Khitans, qui vivent dans cette région, sont qualifiés en bloc de "Chinois" par Marwazī, qui écrit également que sīnwas est frontalier du māṣīn, qui est également orthographié "mahachin".
Les auteurs musulmans comme Marwazī écrivent que la Transoxiane est une ancienne partie de la Chine, ce qui est leur façon de retranscrire l'ancienne mainmise indirecte des Tang sur la région. Pour les écrivains musulmans, les Khitans, le royaume des Ouïgours de Ganzhou et Kachgar font tous partie de la Chine d'un point de vue culturel et géographique, avec les musulmans d’Asie centrale qui conservent l’héritage de la domination chinoise sur cette région à l’aide de titres tels que "Khan de Chine" (تمغاج خان) (Tamghaj Khan ou Tawgach) en turc et "Le roi de l’Orient en Chine"(ملك المشرق (أو الشرق) والصين) (malik al-mashriq (ou al-sharq) wa al-ṣīn) en arabe pour les souverains musulmans Qarakhanides et leurs ancêtres Karlouks,.
Le titre de "Malik al-Mashriq wa'l-Ṣīn" a été conféré par le calife abbasside au Khan de Tamghaj, Khaqan Yūsuf b. Ḥasan, qui est originaire de Samarcande. Dès lors, le titre du Khan de Tamghaj est mentionné sur des pièces et dans des écrits et il continue d’être employé après la division du royaume en deux, par les rois des deux nouveaux États. Les Qarakhanides utilisent des objets d'origine chinoise tels que les pièces de monnaie, le système d’écriture, des tablettes, des sceaux, des produits artisanaux, comme la porcelaine, des miroirs, du jade et autres objets chinois visant à attirer la population d'Asie centrale, qui considère la région comme un ancien territoire chinois et veut conserver des liens avec la Chine, qui continue de jouir d'un grand prestige.
Le "Turkestan" et le "Chīn" (Chine) sont décrits par Fakhr al-Dīn Mubārak Shāh comme étant le même pays, où se trouvent les villes de Balasagun et Kachgar. Cet amalgame est repris dans l’épopée persane du Shâh Nâmeh, où ces deux pays sont considérés comme une même entité, et où le Khan du Turkestan est également appelé le Khan de Chin,,.
Bien qu’en ourdou moderne "Chin" signifie "Chine", ce terme faisait référence à l’Asie centrale à l'époque de Mohamed Iqbal, c’est pourquoi ce dernier a écrit que "Chin est nôtre", comprendre "Chin appartient aux musulmans", dans sa chanson "Tarana-e-Milli". De même, dans les écrits originaux, l'histoire d'Aladin ou la Lampe merveilleuse se déroule en Chine, ce qui peut très bien signifier en fait "Asie centrale", la subtilité ayant échappé aux traducteurs occidentaux de ce conte.